# Michail Botvinnik

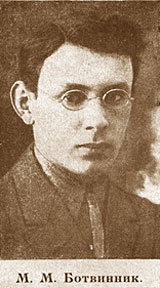
Michael Botvinnik (1927)

Michail Moisejevitsj Botvinnik (Russisch: Михаил Моисеевич Ботвинник), tijdens zijn leven doorgaans gespeld als Botwinnik, (Kuokkala (nu Repino), 17 augustus 1911 – Moskou, 5 mei 1995) was een Russische schaker. Hij was (met onderbrekingen) wereldkampioen van 1948 tot 1963.

## Eerste successen

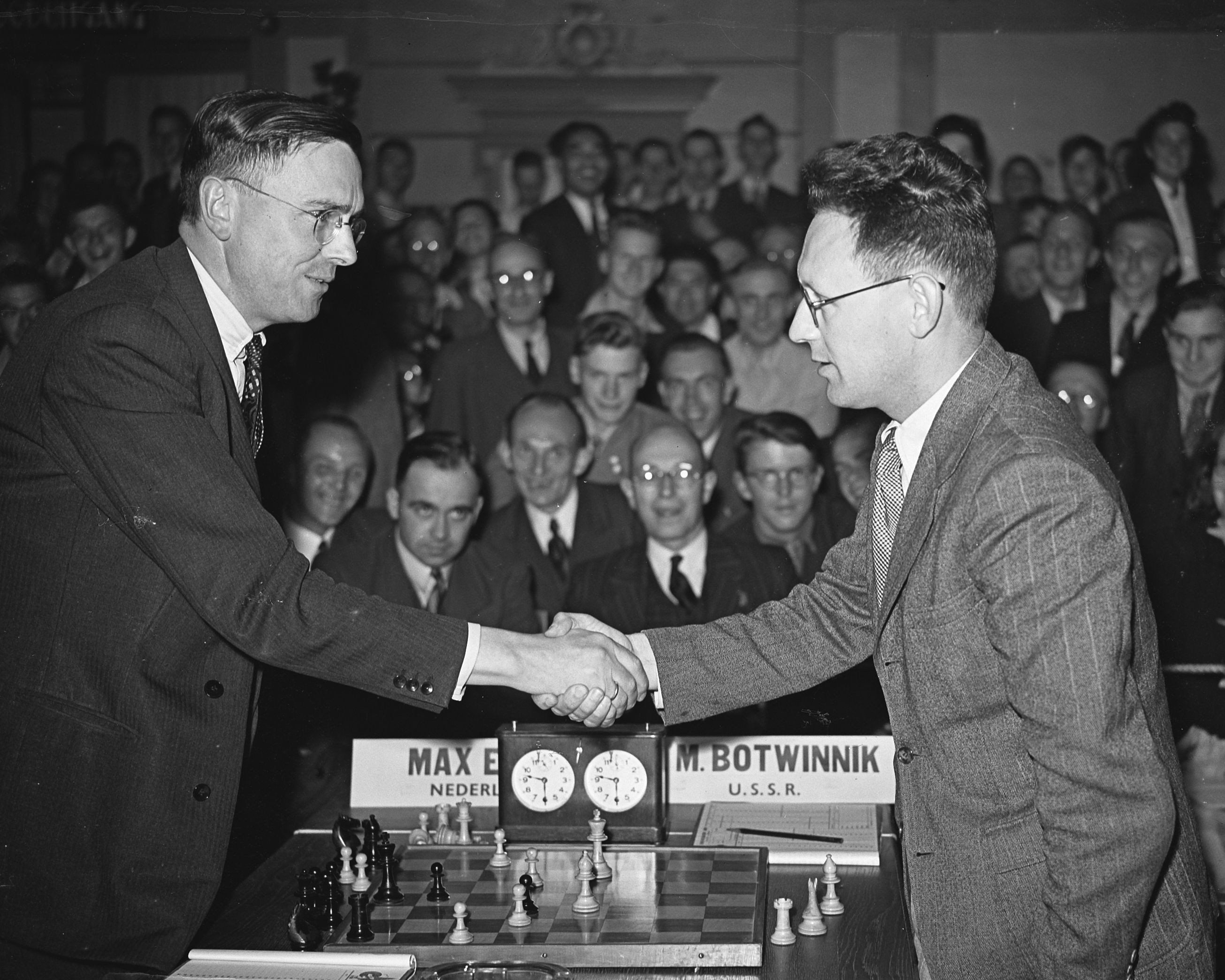
Euwe-Botvinnik: remise
(Staunton Groningen, 1946)

Botvinnik leerde schaken toen hij twaalf jaar oud was. Op zijn veertiende trok hij voor het eerst de aandacht door in een simultaanpartij de toenmalige wereldkampioen José Raúl Capablanca te verslaan. Hij drong snel door tot de top van de Sovjet-Unie. In 1931 en 1933 won hij het kampioenschap van dat land. Daarna begon hij zich ook internationaal te manifesteren. Hij won onder andere de sterk bezette toernooien van Moskou in 1935 en Nottingham in 1936. In 1938 eindigde hij als derde in het AVRO-toernooi. In 1939 werd hij wederom kampioen van de Sovjet-Unie en in 1941 won hij het zogeheten Absolute Kampioenschap van de Sovjet-Unie. In 1944 en 1945 won hij nogmaals het gewone kampioenschap. In 1946 won Botvinnik het zwaar bezette Stauntontoernooi te Groningen voor Max Euwe, Vasili Smyslov, Miguel Najdorf en László Szabó.

## WK-titel
Na het overlijden van de toenmalige wereldkampioen Aleksandr Aljechin in 1946 werd besloten om een toernooi om het wereldkampioenschap te organiseren. Botvinnik, Vasili Smyslov, Samuel Reshevsky, Max Euwe, Paul Keres en Reuben Fine kregen een uitnodiging. De laatste besloot van deelname af te zien waardoor er een vijfkamp werd gespeeld, de ene helft in Nederland en de andere in de Sovjet-Unie. Botvinnik won dit toernooi overtuigend, met 14 punten uit 20 partijen, en was daarmee de zesde wereldkampioen schaken.
In 1951 verdedigde hij zijn wereldtitel in een match met David Bronstein. Deze eindigde in 12-12, waarmee Botvinnik de titel behield. In 1954 was Vasili Smyslov de uitdager, met hetzelfde resultaat. In 1957 lukte het Smyslov om Botvinnik met 12½-9½ te verslaan, maar een jaar later heroverde Botvinnik in de revanchematch met 12½-10½ de titel. In 1960 verloor hij opnieuw, nu van Michail Tal, met 12½-8½, maar ook deze keer won hij een jaar later de revanchematch, met 13-8.
In 1963 moest hij de titel definitief aan Tigran Petrosjan afstaan. Hij verloor de titelmatch met 12½-9½ en speelde geen revanchematch, daar de FIDE het recht daarop had afgeschaft.

## Overige resultaten

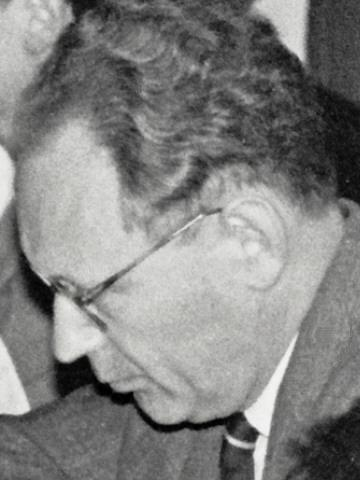
Botvinnik (1961)

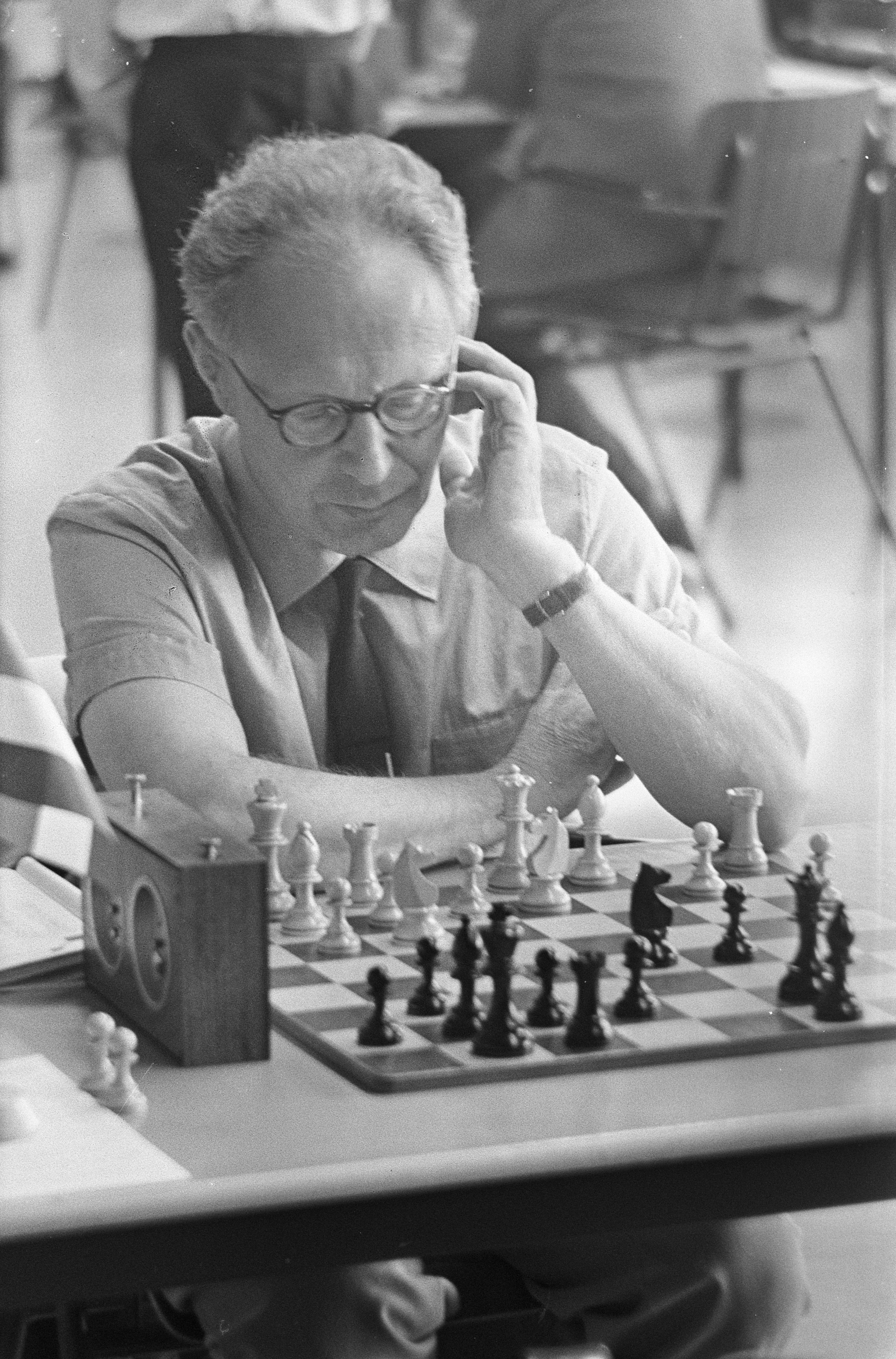
Botvinnik (Amsterdam, 1966)

Botvinnik was geen erg 'aanwezige' wereldkampioen. Hij speelde weinig toernooien, maar als hij meedeed won hij meestal wel. Zo werd hij in 1952 voor de zesde maal kampioen van de Sovjet-Unie. Verdere toernooioverwinningen waren Hastings 1961, Stockholm 1962, de GAK-zeskamp te Amsterdam (1963) Daniël Noteboom-toernooi 1965, IBM International Chess Tournament Amsterdam 1966, Hastings 1966 en Hoogovens 1969. Botvinnik eindigde zijn actieve loopbaan in 1970.
Als speler viel Botvinnik op door openingsvoorbereiding, diepe strategische concepten en eindspeltechniek.

## Naar Botvinnik genoemde variant
Botvinnik is mede bekend door zijn variant 7.b3 in de Stonewall-aanval van de Hollandse verdediging, te weten:
1. d4 f5 de Hollandse verdediging
2. c4 Pf6
3. g3 e6
4. Lg2 Le7
5. Pf3 0-0
6. 0-0 d5 de Stonewall-aanval
7. b3 de Botvinnikvariant

| 8 | rd                          | nd | bd | qd |    | rd | kd |    |
| 7 | pd                          | pd | pd |    | bd |    | pd | pd |
| 6 |                             |    |    |    | pd | nd |    |    |
| 5 |                             |    |    | pd |    | pd |    |    |
| 4 |                             |    | pl | pl |    |    |    |    |
| 3 |                             | pl |    |    |    | nl | pl |    |
| 2 | pl                          |    |    |    | pl | pl | bl | pl |
| 1 | rl                          | nl | bl | ql |    | rl | kl |    |
|   | a                           | b  | c  | d  | e  | f  | g  | h  |
|   | De Botvinnikvariant na 7.b3 |    |    |    |    |    |    |    |